# Körösladány
Körösladány là một thành phố thuộc hạt Békés, Hungary. Thành phố này có diện tích 123,79 km², dân số năm 2010 là 4733 người, mật độ 38 người/km².